# Architektura średniowiecza

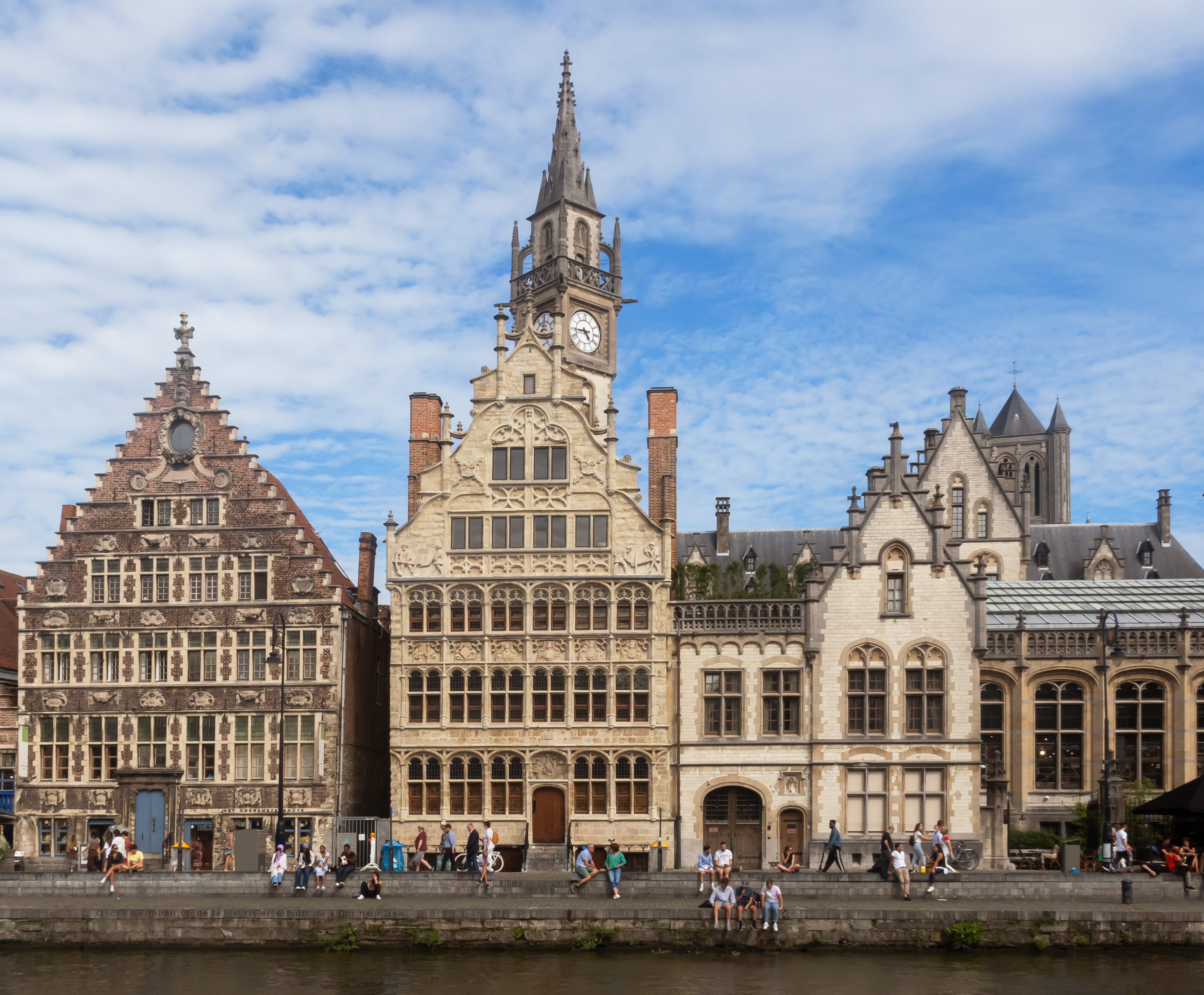
Architektura średniowieczna w Regionie Flamandzkim (Belgia)

Architektura średniowiecza w znacznej mierze wyrasta z osiągnięć cesarstwa rzymskiego. Po jego rozpadzie na część wschodnią i zachodnią odmiennie kształtował się rozwój budownictwa w tych rejonach świata. O ile w Bizancjum kontynuowano wcześniejsze osiągnięcia starożytnego Rzymu, dostosowując je do oczekiwań rodzącego się świata chrześcijańskiego, na zachodzie znaczny wpływ na architekturę i zdobnictwo wywarły plemiona barbarzyńskie, które znalazły się na terytorium Europy. Powstał nowy typ osadnictwa, bardziej odpowiadający barbarzyńcom. Wyludniły się miasta rzymskie a osiedla zakładano na wzgórzach i innych miejscach ułatwiających obronę. W centrum znajdował się dom władcy, otaczały go zabudowania gospodarcze a całość chroniła palisada.
Z chwilą przyjęcia chrztu wodzowie zaczęli wznosić kościoły. Do ich budowy początkowo wykorzystywano elementy zachowanych rzymskich budowli. Z czasem, oprócz prób naśladowania antycznego zdobnictwa nowych obiektów, wprowadzano własne dekoracje, często naśladujące wzory stosowane w złotnictwie.
Najważniejsze budowle średniowiecza, kościoły i katedry, budowane były na planie bazyliki albo centralnym. Jedna z ważniejszych i bardziej reprezentacyjnych budowli wczesnego średniowiecza, wybudowana przez Justyniana Hagia Sofia, wzniesiona została na planie krzyża greckiego, z najwyższym punktem w miejscu przecięcia jego ramion. Do jej ozdobienia zastosowano motywy orientalne, mozaikę. Ciężka z zewnątrz, daje niezwykłe poczucie przestrzeni i lekkości konstrukcji wewnątrz. Była to typowa sakralna budowla bizantyjska owych czasów.
Architekturę średniowiecza poprzedza architektura wczesnochrześcijańska, która czasowo tkwi w czasach starożytnych. W Bizancjum rozwija się architektura bizantyjska. W Europie Zachodniej dzieli się na:
- architekturę przedromańską[1][6]
- architekturę romańską[1][6][7]
- architekturę gotycką[1][8]